# When Heroes Fly
When Heroes Fly ou Pour elle, volent les héros au Québec (en hébreu : בשבילה גיבורים עפים) est une série télévisée israélienne réalisée par Omri Givon sur la base du roman de Amir Gutfreund, diffusée à partir du 13 mai 2018 sur la chaîne Keshet 12, puis à l'international sur Netflix depuis le 10 janvier 2019.

## Synopsis
Quatre anciens combattants d'une unité Golani se retrouvent onze ans après une opération qui a mal tourné, à la recherche de la fiancée d'un des leurs, qu’ils croyaient disparue neuf ans auparavant dans un accident de voiture en Colombie.

## Distribution
- Tomer Kapon (VF : Alexis Victor) : Aviv Danino
- Ninet Tayeb (VF : Capucine Lespinas) : Yael « Yaeli » Ashkenazi
- Michael Aloni (VF : Laurent Maurel) : Dotan « Himmler » Friedman
- Nadav Netz (VF : Laurent Blanpain) : Dov « Dubi » Ashkenazi
- Moshe Ashkenazi (VF : Franck Lorrain) : Yakir « Benda » Ben-David
- Vanessa Chaplot : Maria
- Oded Fehr (VF : Yann Sundberg) : Moshiko Boaron
- Dan Mor : Azoulay
- Yael Sharoni (VF : Isabelle Gardien) : Noga Avrahami
- Rita Shukrun : la mère d'Aviv
- Gil Franc : Padre Palido
- Muli Shulman (VF : Simon Volodine) : Ronen Levinger
- Assaf Ben-Shimon : Yaki
- Nili Rogel : Rona Ashkenazi
- Micha Celektar : Avi

## Épisodes

### Première saison (2018)
1. Résurrection (Resurrection)
2. Besoin d'aide (HELP)
3. Le Père Pâle (The Pale Father)
4. Les Anges sauveurs (Ministering Angels)
5. L'Accident (There's been an accident)
6. À la poussière tu retourneras (Ashes to Ashes)
7. Noga (Noga)
8. Tatouages (Tattooed)
9. Pas de fumée sans feu (Pillar of Smoke)
10. Bien reçu, terminé (Roger and Out)

### Deuxième saison (2019-2020)
Keshnet a renouvelé la série pour une deuxième saison.

## Récompenses
Best series au Festival Canneseries 2018